# IC 471
IC 471 ist eine elliptische Galaxie vom Hubble-Typ E0 mit aktivem Galaxienkern im Sternbild Luchs am Nordsternhimmel. Sie ist rund 244 Millionen Lichtjahre von der Milchstraße entfernt und hat einen Durchmesser von etwa 85.000 Lichtjahren. Vermutlich bildet sie gemeinsam mit IC 472 ein gravitativ gebundenes Galaxienpaar.
Das Objekt wurde am 20. April 1890 vom US-amerikanischen Astronomen Lewis Swift  entdeckt.